# Gaillardiellus
Gaillardiellus is een geslacht van kreeftachtigen uit de klasse van de Malacostraca (hogere kreeftachtigen).

## Soorten
- Gaillardiellus alphonsi (Nobili, 1905)
- Gaillardiellus bathus Davie, 1997
- Gaillardiellus holthuisi Takeda & Komatsu, 2010
- Gaillardiellus orientalis (Odhner, 1925)
- Gaillardiellus rueppelli (Krauss, 1843)
- Gaillardiellus superciliaris (Odhner, 1925)